# Unió Esportiva Hoquei Barberà
La Unió Esportiva Hoquei Barberà (UEH Barberà) és un club d'hoquei sobre patins de Barberà del Vallès, fundat l'any 1952. Té equips en categoria sènior, júnior i de formació que participen a les diferents lligues catalanes, també té una secció de patinatge artístic. L'equip femení d'hoquei patins és la secció que ha aconseguits més èxits, guanyant dues Lligues catalanes i un subcampionat d'Espanya el 1993. Entre d'altres jugadores, destaquen les internacionals Quima Jimeno, Mònica Catalán i Leonor Fuentes.

## Palmarès
- 2 Lliga catalana d'hoquei patins femenina: 1989-90, 1991-92